# 普吕内和贝尔皮奇
普吕内和贝尔皮奇（法語：Prunet-et-Belpuig，法語發音：[pʁynɛ e bɛlpɥitʃ] ⓘ）是法国东比利牛斯省的一个市镇，位于该省中部，属于普拉德区。

## 地理
普吕内和贝尔皮奇（42°33'43"N, 2°37'29"E）面积21.68 平方千米，位于法国奧克西塔尼大區东比利牛斯省，该省份为法国大陆部分最南部的省份，涵盖了北加泰罗尼亚，北起奥德省，西接阿列日省和安道尔，南与西班牙接壤，东临地中海。
与普吕内和贝尔皮奇接壤的市镇（或旧市镇、城区）包括：卡沙斯、卡尔梅耶、圣马萨尔、拉巴斯蒂德、布勒达蒙。
普吕内和贝尔皮奇的时区为UTC+01:00、UTC+02:00（夏令时）。

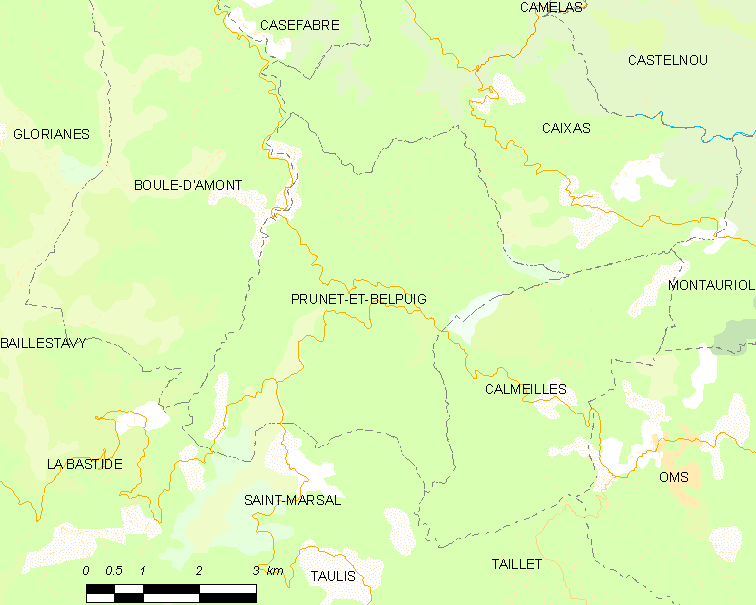
普吕内和贝尔皮奇的OSM定位图

## 行政
普吕内和贝尔皮奇的邮政编码为66130，INSEE市镇编码为66153。

## 政治
普吕内和贝尔皮奇所属的省级选区为勒卡尼古县。

## 人口

1962-2008年间普吕内和贝尔皮奇人口变化图示

普吕内和贝尔皮奇于2022年1月1日时的人口数量为45人。